# Прунду-Биргеулуй (комуна)
Прунду-Биргеулуй (рум. Prundu Bârgăului) — комуна у повіті Бистриця-Несеуд в Румунії. До складу комуни входять такі села (дані про населення за 2002 рік):
- Прунду-Биргеулуй (4994 особи) — адміністративний центр комуни
- Сусеній-Биргеулуй (1391 особа)

Комуна розташована на відстані 326 км на північ від Бухареста, 20 км на північний схід від Бистриці, 99 км на північний схід від Клуж-Напоки.

## Населення
За даними перепису населення 2002 року у комуні проживали 6385 осіб.
Національний склад населення комуни:
| Національність   | Кількість осіб | Відсоток |
| ---------------- | -------------- | -------- |
| румуни           | 6353           | 99,5%    |
| угорці           | 12             | 0,2%     |
| цигани           | 8              | 0,1%     |
| німці            | 6              | 0,1%     |
| турки            | 4              | 0,1%     |
| українці         | 1              | < 0,1%   |
| росіяни-липовани | 1              | < 0,1%   |

Рідною мовою назвали:
| Мова      | Кількість осіб | Відсоток |
| --------- | -------------- | -------- |
| румунська | 6371           | 99,8%    |
| угорська  | 9              | 0,1%     |
| турецька  | 4              | 0,1%     |
| німецька  | 1              | < 0,1%   |

Склад населення комуни за віросповіданням:
| Релігія                                       | Кількість осіб | Відсоток |
| --------------------------------------------- | -------------- | -------- |
| православні                                   | 6285           | 98,4%    |
| п'ятдесятники                                 | 54             | 0,8%     |
| греко-католики                                | 8              | 0,1%     |
| римо-католики                                 | 7              | 0,1%     |
| мусульмани                                    | 4              | 0,1%     |
| не релігійні                                  | 4              | 0,1%     |
| реформати                                     | 3              | < 0,1%   |
| адвентисти                                    | 3              | < 0,1%   |
| лютерани (Синодально-пресвітеріанська церква) | 1              | < 0,1%   |
| лютерани (Аугсбурзького сповідання)           | 1              | < 0,1%   |
| не вказали релігію                            | 3              | < 0,1%   |